# Nicholas Tzavaras
Nicholas „Nick“ Tzavaras (* 28. März 1975 in New York City) ist ein US-amerikanischer Cellist und Musikpädagoge.
Tzavaras bekam im Alter von zwei Jahren ersten Violinunterricht von seiner Mutter Roberta Guaspari. Im Alter von sechs Jahren wechselte er zum Cello. Nach dem Besuch der Bronx High School of Science studierte er am New England Conservatory und an der State University of New York at Stony Brook bei Laurence Lesser und Timothy Eddy. Er unterrichtete dann an der University of Richmond, bevor er Koordinator des Streicherdepartments und Artist in Residence an der John J. Cali School of Music der Montclair State University wurde. Daneben war er Gastprofessor am Konservatorium von Shanghai und am chinesischen Zentralkonservatorium. Seit 2020 ist er Artist in Residence an der Tianjin Juilliard School.
Als Solist und Kammermusiker gab Tzavaras mehr als 1500 Konzerte weltweit. 2000 wurde er Cellist des Shanghai Quartet. Seit 2009 ist er Erster Gastcellist des Shanghai Symphony Orchestra. Bei Labels wie Naxos, Delos und New Albion nahm er mehr als 20 Alben auf, darunter einen Zyklus der Streichquartette Beethovens und Bright Shengs Lieder für Pipa und Cello (mit Wu Man). Mit dem Shanghai Quartet hatte er einen Auftritt in Woody Allens Film Melinda and Melinda. Neben seiner Mutter, Isaac Stern, Itzhak Perlman und anderen war er auch in dem oscarnominierten Dokumentarfilm Small Wonders zu sehen.